# Aftar
Aftar (persiska: افتر) är en ort i Iran.   Den ligger i provinsen Semnan, i den centrala delen av landet, 150 km öster om huvudstaden Teheran. Aftar ligger 1 776 meter över havet och antalet invånare är 914.
Terrängen runt Aftar är kuperad.Runt Aftar är det ganska glesbefolkat, med 23 invånare per kvadratkilometer. Närmaste större samhälle är Sorkheh, 18,2 km sydost om Aftar. Trakten runt Aftar är ofruktbar med lite eller ingen växtlighet.